# Le Robert
Le Robert é uma comuna francesa no departamento ultramarino da Martinica. Estende-se por uma área de 47.30 km², e possui 22.429 habitantes, segundo o censo de 2018, com uma densidade de 470 hab/km².